# Matmata (berbers)
Els matmata (àrab: مطماطة, Maṭmāṭa) són un grup dels amazics documentat almenys des del segle ix, del gran grup dels butr, branca dels zenetes. Estaven vinculats als matghara, kunya, lamaya, saddina, madyuna, maghila i altres, formant en conjunt el grup anomenat Banu Fatin.

## Tunísia
A Tunísia devien ja estar assentats al segle viii a la regió de Gabès (Takapae, la Kabis àrab) i es van convertir a l'ibadisme sent esmentats per primer cop el 811 sota l'imam de Tahert Abd-al-Wahhab ibn Abd-ar-Rahman ibn Rústum que va nomenar governador de Gabès a Katan ibn Salma (Katan ibn Kafta en una altra part del document) sota autoritat del qual estaven els Matmata i altres tribus de la rodalia de la ciutat com els Zawagha, els Dammar i els Zamzafa. Els Matmata ocupaven el territori anomenat Djabal Matmata o Djabal Lawata (perquè estava poblat per matmates i lawates). Al segle x van adoptar les creences ibadites nukkarites. Als segles xii i xiii, els Matmata del Djabal Matmata van reconèixer el mallorquí Yahya ibn Ishaq (conegut com a Yahya Ibn Ghàniya, vers 1188-1212) que tenia com a base el Djarid, i es van sotmetre després del 1207 a Abu Ishaq, germà del califa almohade Muhàmmad an-Nàssir (1198-1211). El Matmata, Banu Dammar i Nafusa foren castigats (segons Ibn Khaldun). Sembla que al llarg del segle es va fer independents i no reconeixien l'autoritat dels emirs hàfsides d'Ifríqiya als que no pagaven impostos, i no foren sotmesos fins al segle xvii, pels otomans quan el governador Muhammad Bey (1631-1663) va construir una fortalesa a les muntanyes Matmata. Al segle xviii i primera part dels XIX van participar en algunes revoltes contra els beys husaynites de Tunísia o van donar refugi als rebels. Els matmata, lawata i dammar hi romanen encara avui dia però en bona part arabitzats. Al-Hamma (antiga Aquae Tacapitanae) a 23 km a l'oest de Gabès, hauria estat fundada (refundada) pels matmates segons Ibn Khaldun.

## Algèria
A Algèria s'hi haurien establert en època desconeguda segurament al segle viii sinó abans i haurien adoptat l'ibadisme potser sota Abu-l-Khattab al-Maafirí, imam de Trípoli de Líbia (des de vers 757/758) que va ocupar Ifríqiya i va donar el govern de Kairuan a Abd al-Rahman ibn Rustam. Derrotat l'imam pel general abbàssida Muhammad ibn al-Ashath al-Khuzai (761/762) i Abd al-Rahman va emigrar al Magreb central amb la seva gent fundant la vila de Tahert; es sospita que fou llavors quan grups matmates van emigrar amb ell des d'Ifríqiya. Van servir a la dinastia rustúmida i a la caiguda d'aquesta vers el 909 van abandonar les creences ibadites i van adoptar el xiïsme fatimita, doctrines que van rebutjar uns anys després. Grups matmates van viure a la plana de Sersu, fins que en foren expulsats pels Banu Tudjin i es van refugiar al massís de Wansharish (Ouarsenis) on se'ls troba al segle xii. Un altre grup va viure a Yalal (moderna Hilal) a la regió de Tlemcen, però no van ser mai ibadites; la resta van restar a la rodalia de Tahert on van romandre que se sàpiga fins al segle xix.

## Marroc
Algunes fraccions van entrar al Marroc al segle x. Un grup va quedar integrat a la confederació tribal dels barghawata.

## Àndalus
Al segle x un amir del Magreb Central de la rodalia de Tahert, de nom Ziri ibn Azana, fou derrotat al final del segle pels zírides sanhadjes i va fugir a l'Àndalus. Es va posar al servei d'Almansor i fou un dels seus oficials distingits, i va restar al servei dels seus fills quan Almansor va morir el 1002. El 1009 va donar suport a la revolta de Muhàmmad II al-Mahdí. No se sap quan va morir.